# مارك فرانك
مارك فرانك (بالألمانية: Mark Frank)‏ هو رامي الرمح ‏ ألماني، ولد في 21 يونيو 1977 في نويشتريليتز في ألمانيا.

## وصلات خارجية
- مارك فرانك على موقع الاتحاد الدولي لألعاب القوى (الإنجليزية)